# 莊長恭
莊長恭（1894年12月25日—1962年2月25日），字丕可，男，福建省泉州府晉江縣人，中國有机化学家，中国現代有機化學的先行者和奠基人，在化合物的合成與天然有機化合物的結構方面的研究有很大的貢獻。曾任中国科学院上海有机化学研究所首任所长。2017年，中国科学院上海有机化学研究所与华东师范大学联合建立庄长恭研究所，以庄长恭先生命名以表纪念，研究内容侧重于有机化学。

## 生平
莊在泉州中學畢業后，入北京農業專門學校（前京師大學堂農科大學，現在中國農業大學）學習農業化學，專門學校畢業後，得獎學金留學美國，1921年得美國芝加哥大學學士，1922年得芝加哥大學碩士，1924年得芝加哥大學博士學位。
1925年回中國，任東北大學化學系教授兼主任，后轉到武漢大學教書，1931年到德國，在慕尼黑大學和哥廷根大學研究2年。
1933年任國立中央大學理學院院長。1934年任國立中央研究院化學研究所第2任所長（首任是王璡）。
1935年以中央研究院化學研究所所長兼評議會第1屆當然評議員（當然評議員由院長、總幹事、各所所長兼任，另有聘任評議員）。
他和物理學研究所丁燮林（丁西林）所長與蔡元培院長關係密切，1937年蘆溝橋事變后，陪蔡先生離開上海，11月27日到達英屬香港的就是這2位研究員兼所長。
1938年到1945年間在上海法租界裡的國立北平研究院上海藥物研究所（現在中國科學院上海藥物研究所）做研究工作，歷任特聘客座研究員、代理所長。
搬到昆明的中央研究院化學研究所由時任中研院總幹事任鴻雋兼所長。
1940年3月9日蔡院長病逝英屬香港，莊在同年3月13日當選由評議會第1屆評議員選出的第2屆聘任評議員。  
抗戰勝利後，中央研究院化學研究所等各所搬回上海，接收日本人留下的上海自然科学研究所重建。
1948年3月，當選為中央研究院第一屆院士。  
1948年4月15日，國民政府行政院51次院會決議國立臺灣大學陸志鴻校長去職，派莊接任。
羅宗洛《羅宗洛回憶錄》說這是中央研究院代理院長兼教育部部長朱家驊的意思。

### 過台灣
1948年6月1日，莊著新任教務長丁燮林（前北京大學預科主任、中央研究院物理學研究所所長和總幹事）和主任秘書程瀛章（化學家）到達台灣。
1948年8月1日，首度請辭離開台灣。
丁燮林教務長（兼文學院院長）代理校長。
1948年8月中旬丁燮林離開台灣，醫學院院長杜聰明兼教務長代理校長。
1948年8月29日，接受朱家驊慰留，帶新聘教務長盧恩緒、文學院院長沈剛伯、哲學系主任方東美回到台北。
同時邀了前校長；中央研究院同人羅宗洛到台大做教授，協助處理行政事務。
1948年9月23日當選由第1次院士會議選出的中央研究院第3屆聘任評議員。
1948年11月1日和11月3日的校務會議分別由農學院教授羅宗洛和圖書館館長范壽康擔任主席。
1948年11月4日要搭機離開台灣前被支持的師生勸回。
1948年12月7日上飛機永遠離開台灣（羅宗洛已在11月末永遠離開台灣）。
醫學院院長杜聰明兼教務長代理校長（盧恩緒教務長在莊校長離台前已辭行政職）。
1948年12月15日行政院發表新任傅斯年校長人事案當天，莊寫信給傅，信上說「弟忝長台大，忽忽半載，因才力薄弱，又無班底，以致一事未成，而心力已交瘁。近因積勞成疾，再無心力應付，不得已於本月7日回滬療養。將校事暫交託醫學院長杜聰明先生代理」。
（李東華〈論陸志鴻治校風格與臺大文學院（1946.8～1948.5）〉、〈光復初期(1945-50)的民族情感與省籍衝突：從臺灣大學的接收改制做觀察〉）

#### 莊長恭校長的行政團隊

##### 1947年8月1日第1次請辭前
- 教務長丁燮林（兼文學院院長）
- 總務長楊景山
- 醫學院院長杜聰明
- 理學院院長沈璿
- 工學院院長彭九生
- 農學院院長陳振鐸
- 法學院院長劉鴻漸（1948年7月1日起由洪應灶代理院長）
- 圖書館館長范壽康（兼哲學系主任）
- 主任秘書程瀛章

##### 1947年8月29日接受慰留后
- 教務長盧恩緒
- 總務長劉伯文
- 醫學院院長杜聰明
- 理學院院長沈璿
- 工學院院長彭九生
- 農學院院長陳振鐸
- 文學院院長沈剛伯
- 法學院院長薩孟武（1947年9月到任前由洪應灶代理）
- 圖書館館長范壽康（方東美到台後專任館長）
- 主任秘書洪炎秋

### 影響及評價
莊博士接任校長前2個月剛當選中央研究院第1屆數理組院士，而且是當選后上任的第1位（第1屆中央研究院有3位院士做了台大校長，生物組的羅宗洛是離代理校長職后當選，當選后上任的第2位是人文組的傅斯年），學術聲望很高，而且是第1位出身歐美系統（留學美國和德國）的校長和第1位說閩南語（台灣話和泉州話都是閩南語）的校長。

#### 台大先修班停辦
台北帝國大學改為國立台灣大學後，原台北帝國大學預科改為國立台灣大學先修班，供原預科未畢業生和停辦的台北帝國大學附屬醫學專門部在學生修讀，1947年產生第1屆先修班畢業生，升入台灣大學本科，1947年陸志鴻校長任內招收的末代先修班學生在1948年莊校長任內畢業，升本科，先修班走進歷史，先修班教授轉任本科副教授。

#### 師資陣容的改變
莊校長7月1日發新學年（8月1日起）聘書時，與30多位教員解約，新聘多位教員。
7月1日起7個學院只有理學院沒有換院長，其他6院都換掉了。
前后2位教務長丁燮林（丁西林）、盧恩緒分別留學英國、美國。
丁教務長兼院長的文學院被解約教員超過10人（另有自行離職和未到職），新聘14人，將缺額全部補齊。
史學系教授職級師資（含主任）全部換掉（1位自行離職，2位不續約），1位副教授不續約，文學院院長（先丁燮林后沈剛伯）兼史學系主任。
新聘史學教授有：沈剛伯（留英，兼文學院院長）、李宗侗（玄伯，留法）、徐子明（光，留美、德），哲學教授有方東美（留美）和陳康（留德），沈徐方陳4人曾執教國立中央大學，徐李陳3人曾在北京大學教書。（歐素瑛〈貢獻這個大學于宇宙的精神—談傅斯年與臺灣大學師資之改善〉）
中國文學系主任喬大壯教授自殺，臺靜農接主任，新聘洪炎秋、戴君仁、鄭騫、劉仲阮4位中國文學教授。
9月起哲學系主任由范壽康改為方東美，與范同是前陳儀參議的劉天予教授8月起就沒有續聘。
莊校長請來的留日教授有：法學院院長薩孟武（京都帝國大學畢業）、工學院院長彭九生（九州帝國大學畢業）、化學工程系主任陳華洲（早稻田大學畢業，死在台灣白色恐怖中）等。
沈璿和陳振鐸2位院長是東京帝國大學畢業，沈在羅宗洛代理校長任內就做了院長（接替離開台灣的蘇步青院長），陳是莊校長任內才做院長，先前是農學院附屬實驗農場場長。

#### 與台灣本土學人
丁燮林教務長代理校長和程瀛章主任秘書8月離開台灣，醫學院院長杜聰明兼教務長代理校長，洪炎秋接主任秘書，成為國立台灣大學第1位台籍教務長代理校長和第1位台籍主任秘書。
在莊校長2次請辭離任期間代理校長的杜聰明醫生（京都帝國大學醫學博士），是與莊校長關係最密切的台灣人。
杜博士曾見疑於台大當局，台大醫學院台籍教授魏火曜在《魏火曜先生訪問紀錄》裡回憶說：「（二二八）事件發生前，陸志鴻校長不希望杜先生再當醫學院院長。台大醫學院同仁推了6、7個人（包括我）向陸校長提出說明。希望陸校長不要辭掉杜先生，因為台大醫學院需要他。6、7個人之中只有我說話，而陸校長也很客氣。」
1947年二二八事變后，原任醫學院院長杜聰明在3月16日被陸志鴻校長換掉，改請嚴智鍾教授接院長。
行政院4月15日發布陸志鴻去職，改派莊長恭的台大校長人事異動，6月1日莊校長上任的同時，請杜教授回任院長。
杜與莊都是閩南人，而且是親戚，莊雖能說閩南語（台語），可與台灣人溝通，但是不會當時的「學術語言」日語，在台灣又沒有其他人脈，對精通日文，本身學力、威望、手腕又都很夠的杜（是第1個得到帝國大學醫學博士學位的台灣人，同時是台北帝國大學教授中僅有的1位台灣人，在台灣醫界資望極高）非常信任。
洪炎秋是留學北京大學的彰化鶴佬人，閩南語、日本語和官話（普通話）都能說。
彭明敏在莊校長任內留校任助教。

#### 朋友觀點
羅宗洛寫給傅斯年的信說「丕可神經脆弱，略有小事，即便慌張過於消極」「丕可完全不注意外務，與省府、省參議會間感情極劣」「丕可對台大之化學設備極欣賞，口頭常說願為一教授，主持化學之研究」（這幾封信李東華、歐素瑛都曾引用）

### 中華人民共和國
中央研究院化學研究所沒有搬到台灣，1949年末中國科學院成立后，他做了中研院化學所改成的中國科學院有機化學研究所（在上海，1970年改名中國科學院上海有機化學研究所）第1任所長。
1954年當選第1屆全國人民代表大會代表、常務委員會委員。
1955年當選中國科学院數理化學部學部委員（院士），出任中國科學院數理化學部副主任。
1956年作為中國國務院科學規劃委員會委員，參與制定《1956-1967年科學技術發展規劃綱要》等中央科學計劃文件。
1959年當選第2屆全國人大代表。
1962年2月25日因病在崗上去世。